# Klebelsberg Középiskolai Kollégium
A Kaposváron, a kisgáti városrészben található Klebelsberg Kuno Középiskolai Kollégium Magyarország egyik legmodernebb, de egyben már 22 éves hagyományokkal is bíró kollégiuma. A kollégium 448 középiskolás diák elhelyezésére szolgál.

## A kollégium
A kollégiumot 2003-ban avatta fel Orbán Viktor korábbi és későbbi miniszterelnök. Az akadálymentesített, ezért mozgássérült tanulók által is igénybe vehető épület rendelkezik világított kültéri műfüves labdarúgó-, tenisz- és betonozott kosárpályával, beltéri uszodával és tornateremmel is. Udvarán egy fából készült harangláb mellett három író mellszobra is helyet kapott: Wass Alberté, Dsida Jenőé és Reményik Sándoré.
A tanulók négyágyas szobákban vannak elhelyezve, minden második szobának van közös fürdője. A kollégium háromemeletes, a második emeleten a fiúk, az elsőn és a harmadikon a lányok laknak. A földszinten találhatóak a tanulószobák, a tanári szoba, a diákönkormányzat terme, a számítógéppark, a könyvtár és az orvosi szoba. Az alagsorban kapott helyet az étkező, a karbantartó helyiségek és az asztalitenisz-szoba.

## Diákok
A kollégiumnak elsősorban a gimnáziumi tanulók elhelyezését kell biztosítania, elsősorban a Táncsics Mihály Gimnázium és a Munkácsy Mihály Gimnázium tanulóinak – a fennmaradó helyeken a Toldi Gimnázium és a Noszlopy Gáspár Közgazdasági Szakközépiskola tanulói osztoznak. Emellett a kollégiumban korábban volt „Gyakorlós”, „Gépészes” és még pár egyéb intézményből is tanuló.

## Szórakozás
A kollégium két számítógépet egész nap lakói rendelkezésére bocsát, melyeken világhálós hozzáférés lehetséges. A kollégiumban működik informatikaterem is, modern informatikai eszközökkel ellátva, biztosítva közel 30 diák egy időben történő munka- és internetezési lehetőségét. Minden szinten a közös társalgóban TV van elhelyezve, ahol szerda és csütörtök esténként össznépi labdarúgó Bajnokok Ligája-nézés van.
A kollégiumban rendszerint vannak rendezvények, melyeket diszkó követ. Ilyen esemény a például szüreti bál és a mikulásbuli.

## Versenyek

### Klebelsberg Kunó sportnap
A kollégium indulása óta minden évben megrendezik a Klebelsberg Kunó sportnapot, melyen Kaposvár kollégiumai versenyeznek több számban, az összesítettben elnyerhető vándorkupáért. A versenyt 2004-ben, 2005-ben és 2006-ban is a Klebelsberg Kollégium csapata nyerte meg.

### Történelmi versenyek
A Klebelsberg Kunó élettörténeti versenyt 2005-ben rendezték meg először, a 9. évfolyamos tanulók indulhatnak rajta. A versenyen első ízben 3 lány, 1 fiú és 1 vegyes csapat indult.
A kollégiumban pályázatokon is megmérkőzhetnek a tanulók, példa erre a 2006-ban életre hívott Én így látom Trianont című pályázat-verseny.

### Egyéb
A kollégium alapításától kezdve minden év végén karácsonyfadíszítő versenyt rendeznek.

## Képek

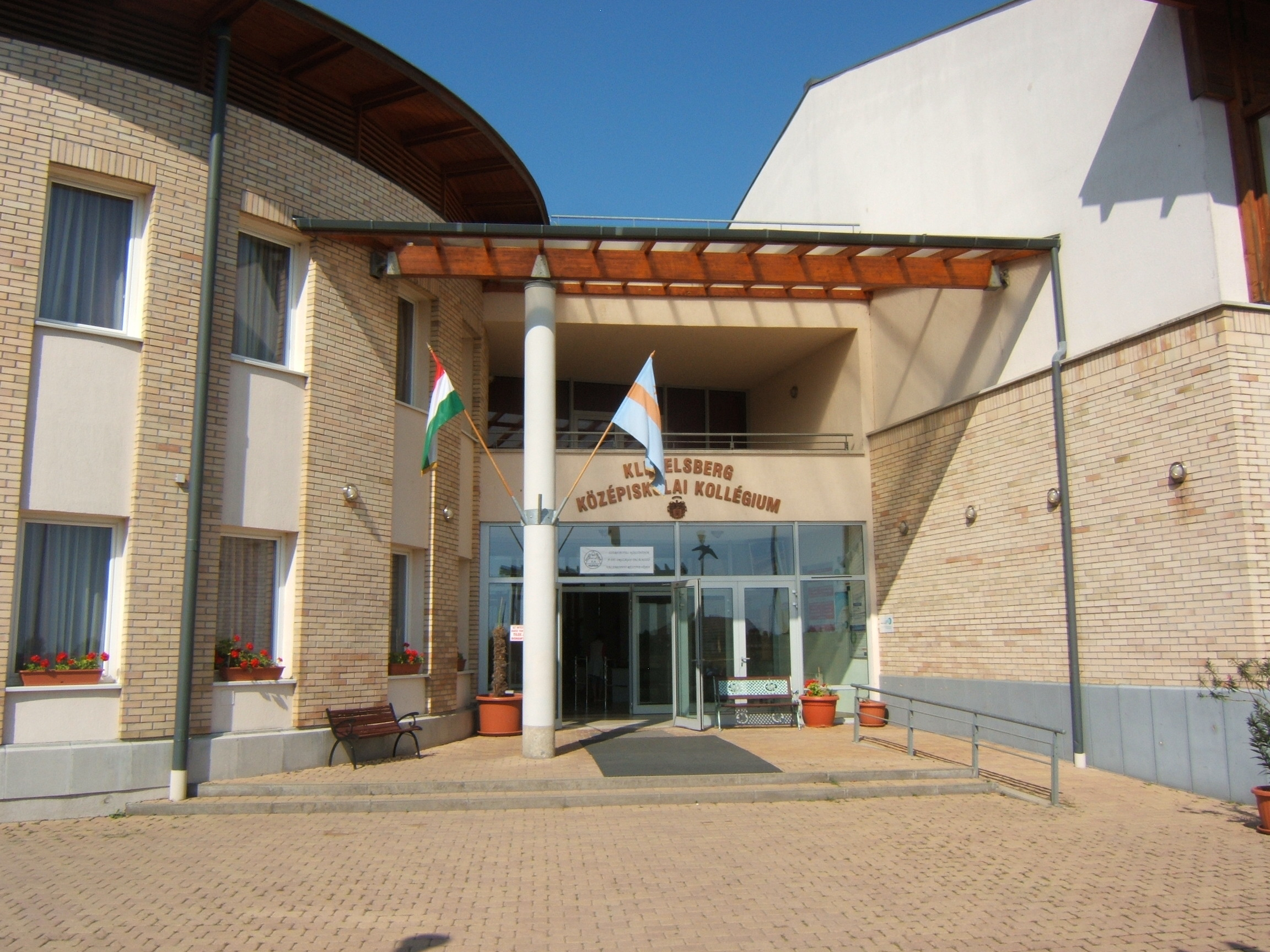
A kollégium bejárata
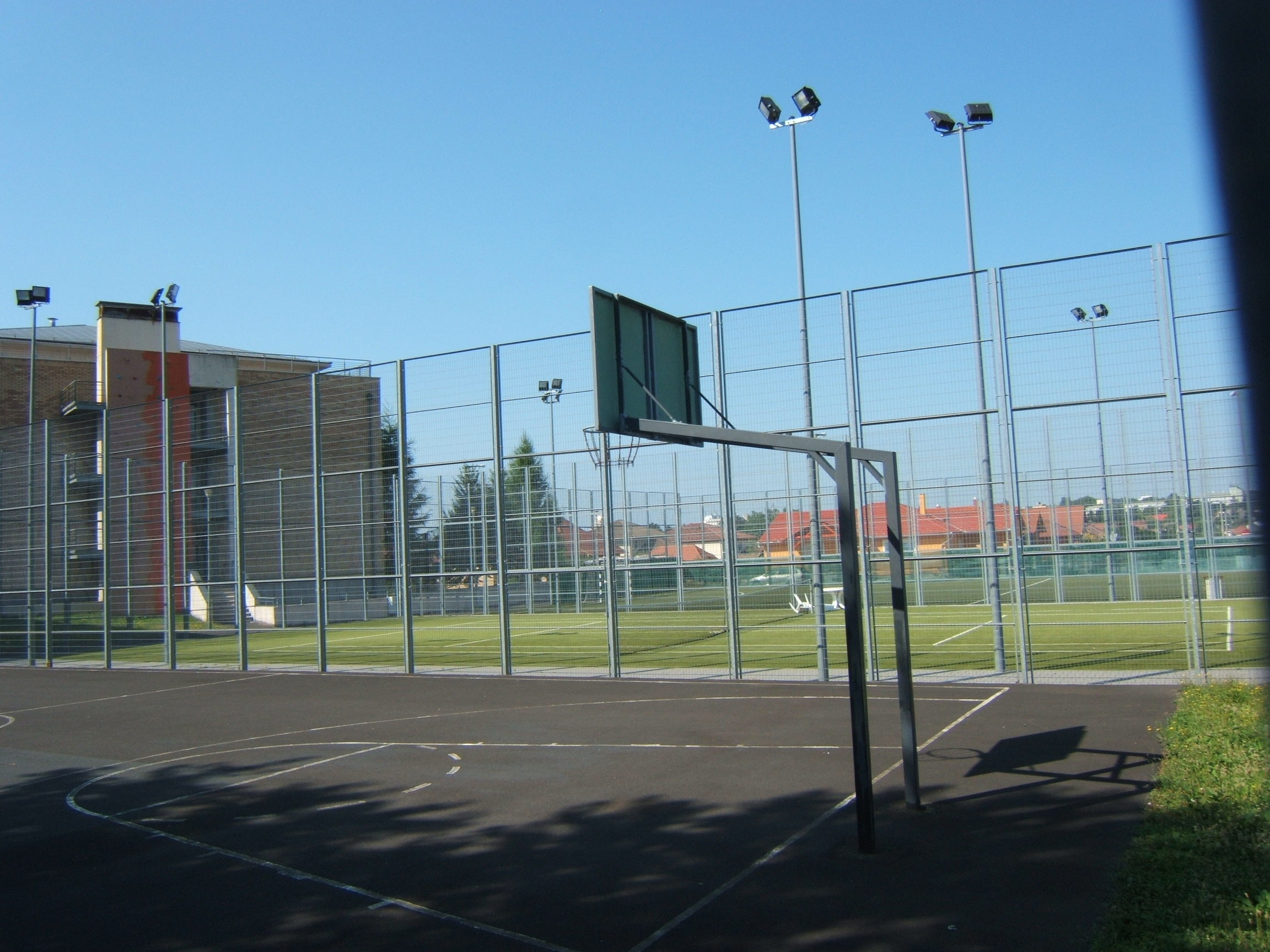
Kosárlabda- és teniszpálya
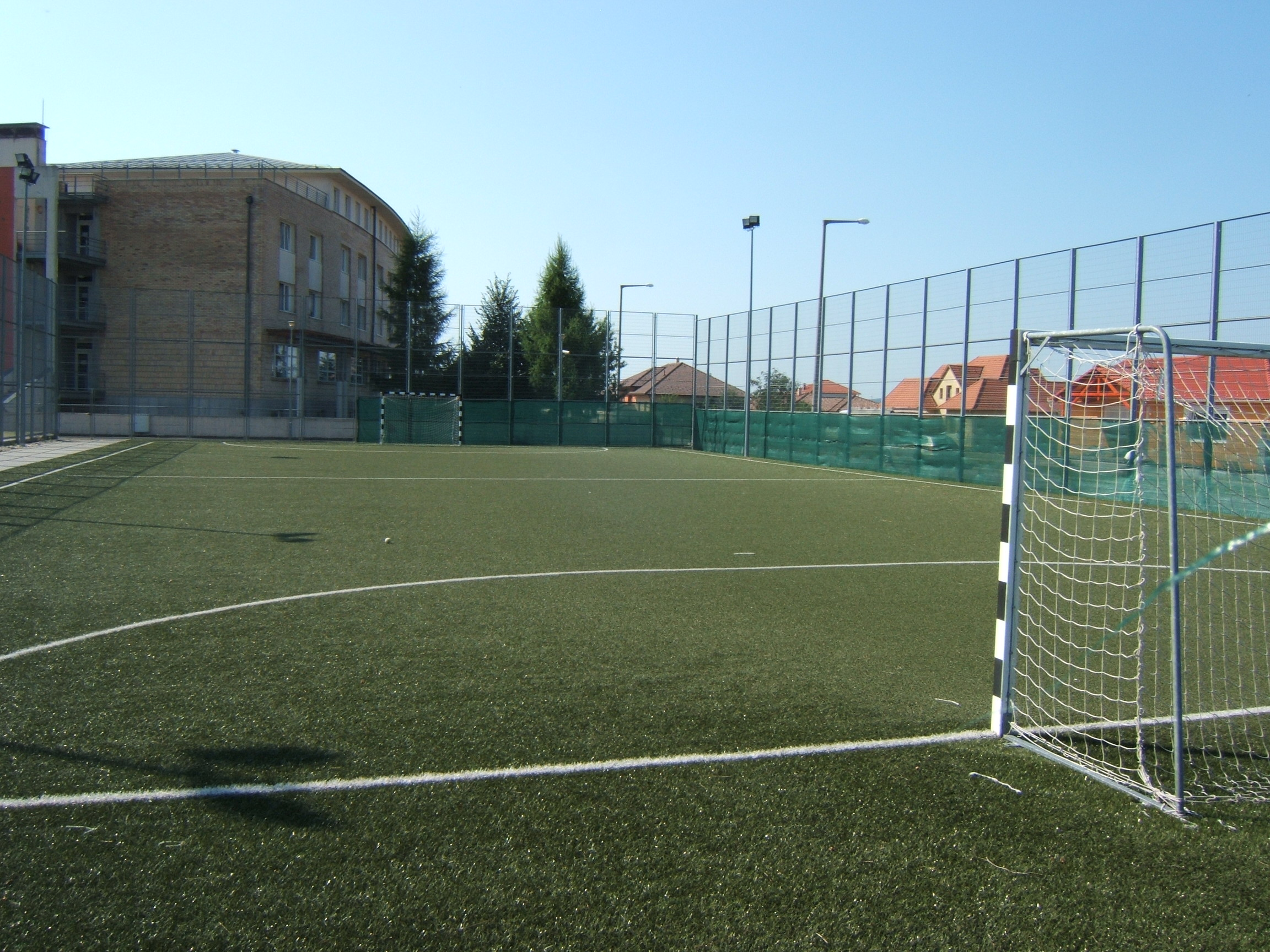
Focipálya
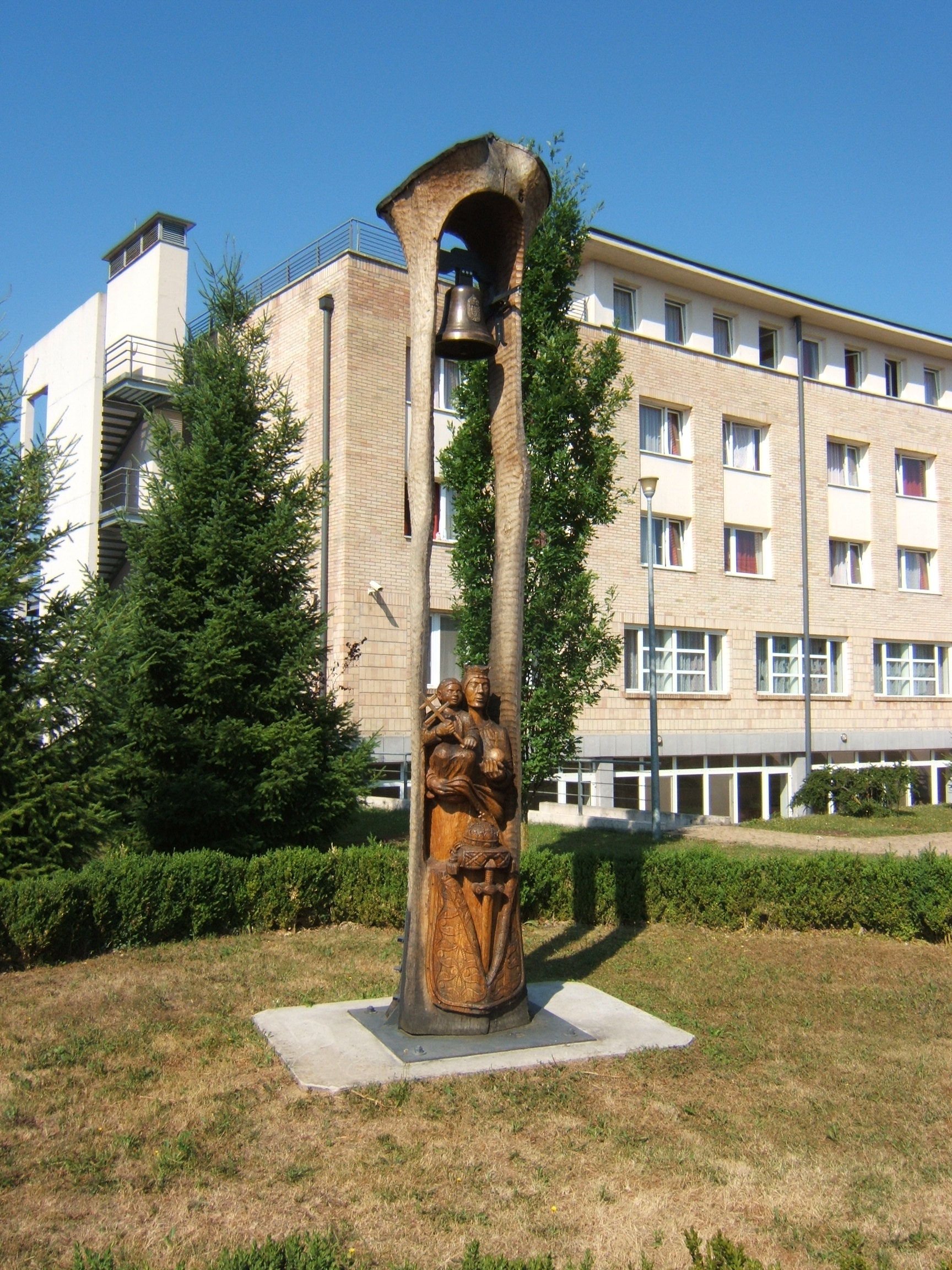
Harangláb
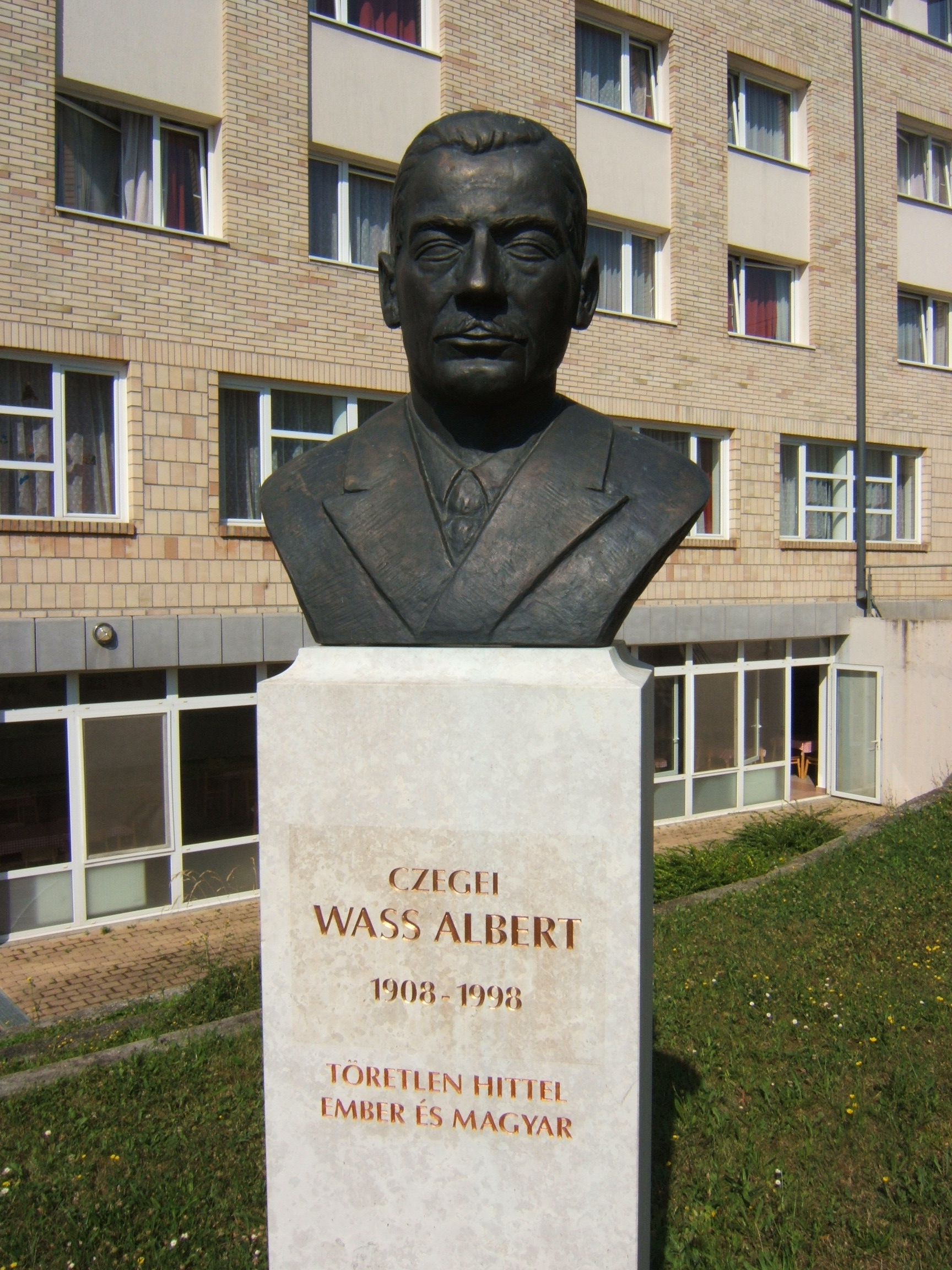
Wass Albert-szobor
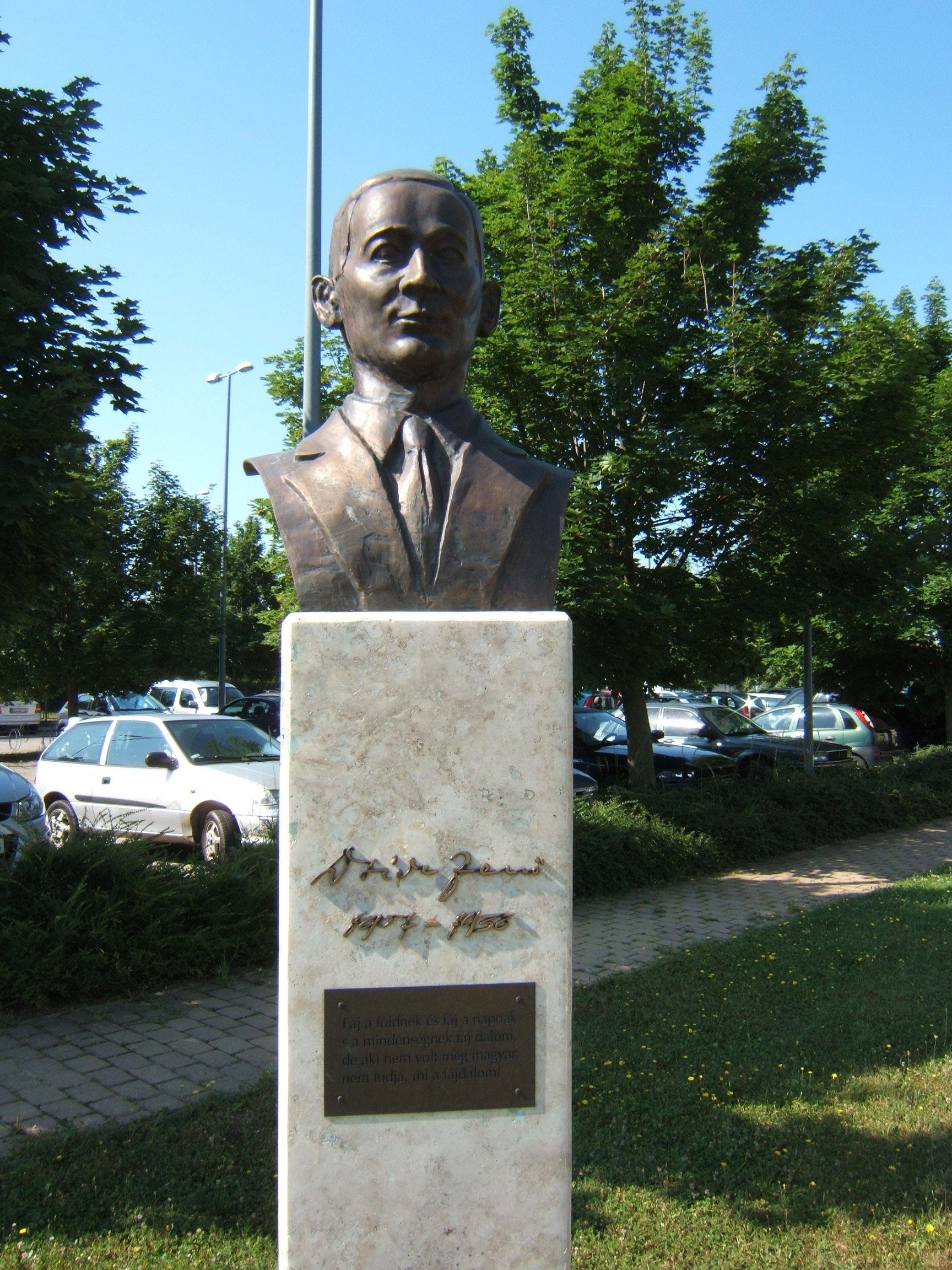
Dsida Jenő-szobor
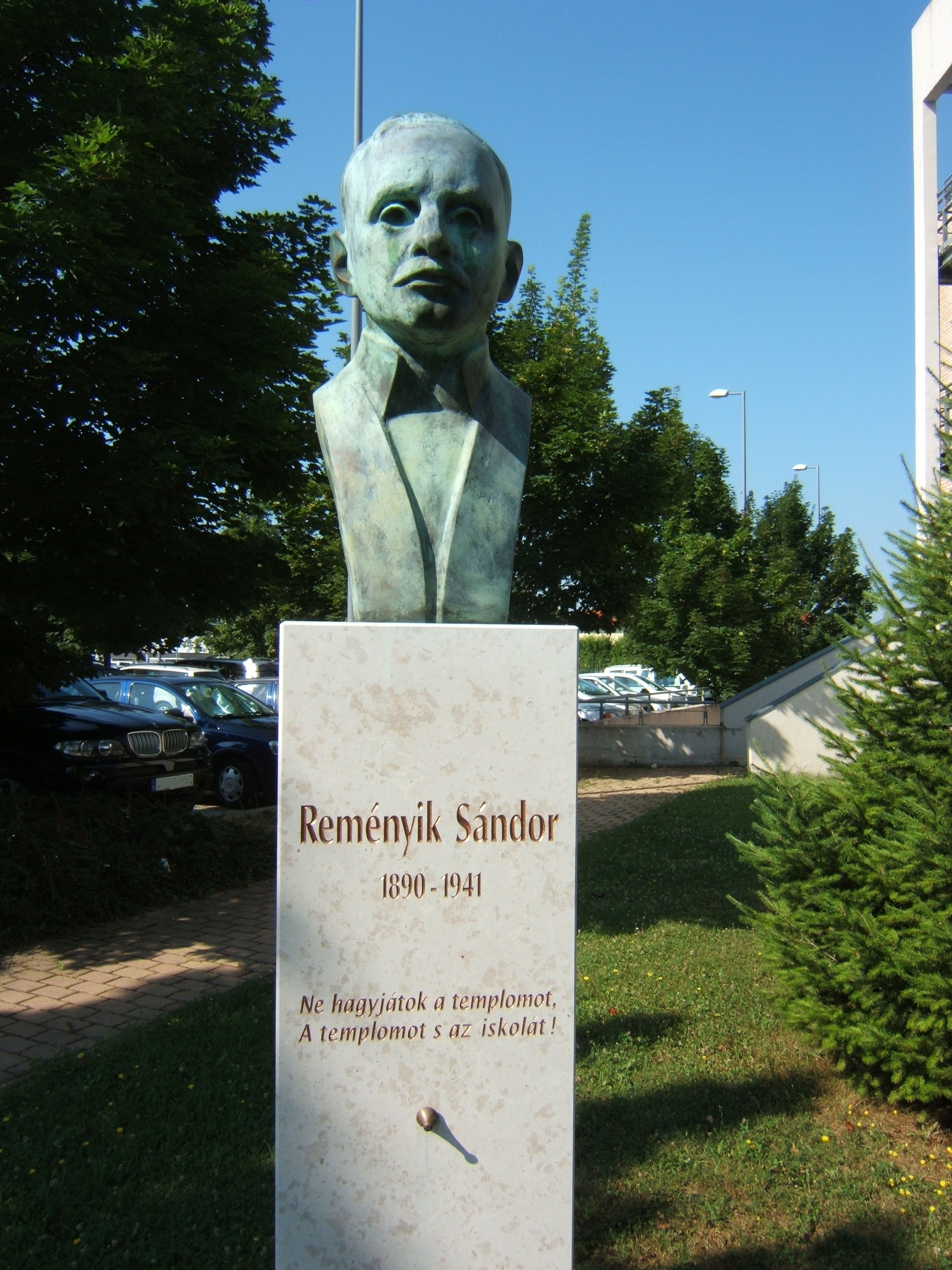
Reményik Sándor-szobor